# Közönséges platán
A közönséges platán vagy juharlevelű platán (Platanus × hispanica vagy Platanus × acerifolia) a próteavirágúak (Proteales) rendjébe, ezen belül a platánfélék (Platanaceae) családjába tartozó keleti platán (Platanus orientalis) és nyugati platán (Platanus occidentialis) mesterséges hibridje.
Magyarországon több (ha nem számos) - védettséget élvező platánsor is található, pl. Vásárosnaményből Vitka felé vezető úton, Alcsútdoboz határában az Etyek felé vezető úton, Sásdon, Kiskunfélegyházán stb.; valamint védett egyedek, mint a 2013-ban Európában az Év Fájává is választott közönséges platán Egerben.

## Megjelenése
30 m magasra növő, széles koronájú fa. Törzséről és ágairól a kéreg nagy lapokban válik le, ez szárazabb években még inkább megfigyelhető. Levelei szórt állásúak, pálhásak, 10–20 cm hosszúak és 12–25 cm szélesek; 3-5 karéjosak vagy hasadtak, az egyes karéjok fogazottak. Kihajtáskor szőröket visel, melyek az asztmában szenvedők légzési nehézségeit súlyosbíthatják - ezeket a szőröket nyárra elveszíti. Virágai egyivarúak, fejecskevirágzatot alkotnak; májusban virágzik. A termős virágokból gömb alakú aszmag terméscsoportok fejlődnek, melyek tövében szőrszálak vannak; egész télen a fán maradnak, csak tavasszal hullanak le.

## Felhasználása
Feltehetően a 17. század óta kedvelt díszfa, sorfa. Jól tolerálja a városi levegőt és azt, hogy gyökerei némileg korlátozottan tudnak csak terjeszkedni. Fagytűrése miatt a keleti platán elterjedési területén túl is megél. A fajták mellett az alapfaj is jól tűri a metszést, így be lehet határolni a magasságát. Lombkoronája sok fényt enged át. Kedveli a jó vízellátottságú talajt és a meleg fekvést.
Londonban a leggyakrabban ültetett utcai fa (angolszász köznapi elnevezése London plane).

## Néhány kertészeti fajtája
- P. x acerifolia 'Pyramidalis' - koronája felfelé törekvő, alsó ágai nem lógnak le, jól tűri a metszést,[4] levelei ragyogó zöldek;[7]
- P. x acerifolia 'Augustine Henry' leírójáról lett elnevezve, aki a faj eredetét kutatta, és egy Kew Gardens-beli egyedről készített leírást (ő ezt nevezte P. hispanicá-nak)[7]
- P. x acerifolia 'Bloodgood' - az első termesztett fajták egyike, amelyet antraknózis-rezisztenciára szelektáltak
- P. x acerifolia 'Columbia' - mélyen karéjos levelek, rezisztens fajta[2]
- P. x acerifolia 'Liberty' - amerikai fajta, nagy tűrőképességű, ellenálló;[7][2]
- P. x acerifolia 'Metzam'[2]
- P. x acerifolia 'Mirkovec' - törpe habitus, rózsaszín, krémszínű, bronz színezetű levelek[2]
- P. x acerifolia 'Suttneri' - levelei zöld-krémfehér tarkák[7]
- P. x acerifolia 'Westminster' - elterjedési helyére utal[7]
- P. x acerifolia 'Yarwood'[8]

## Képek

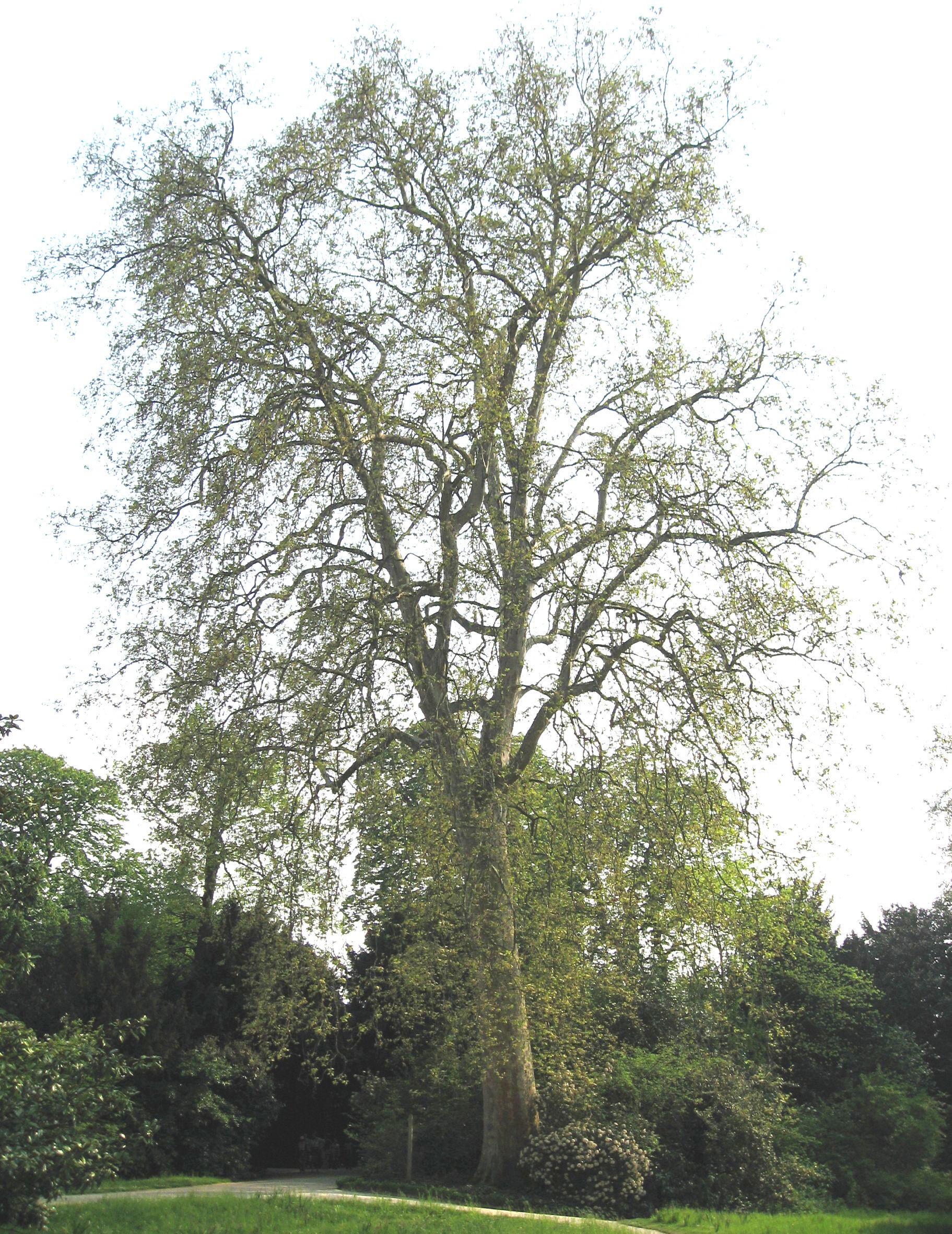
Közönséges platán
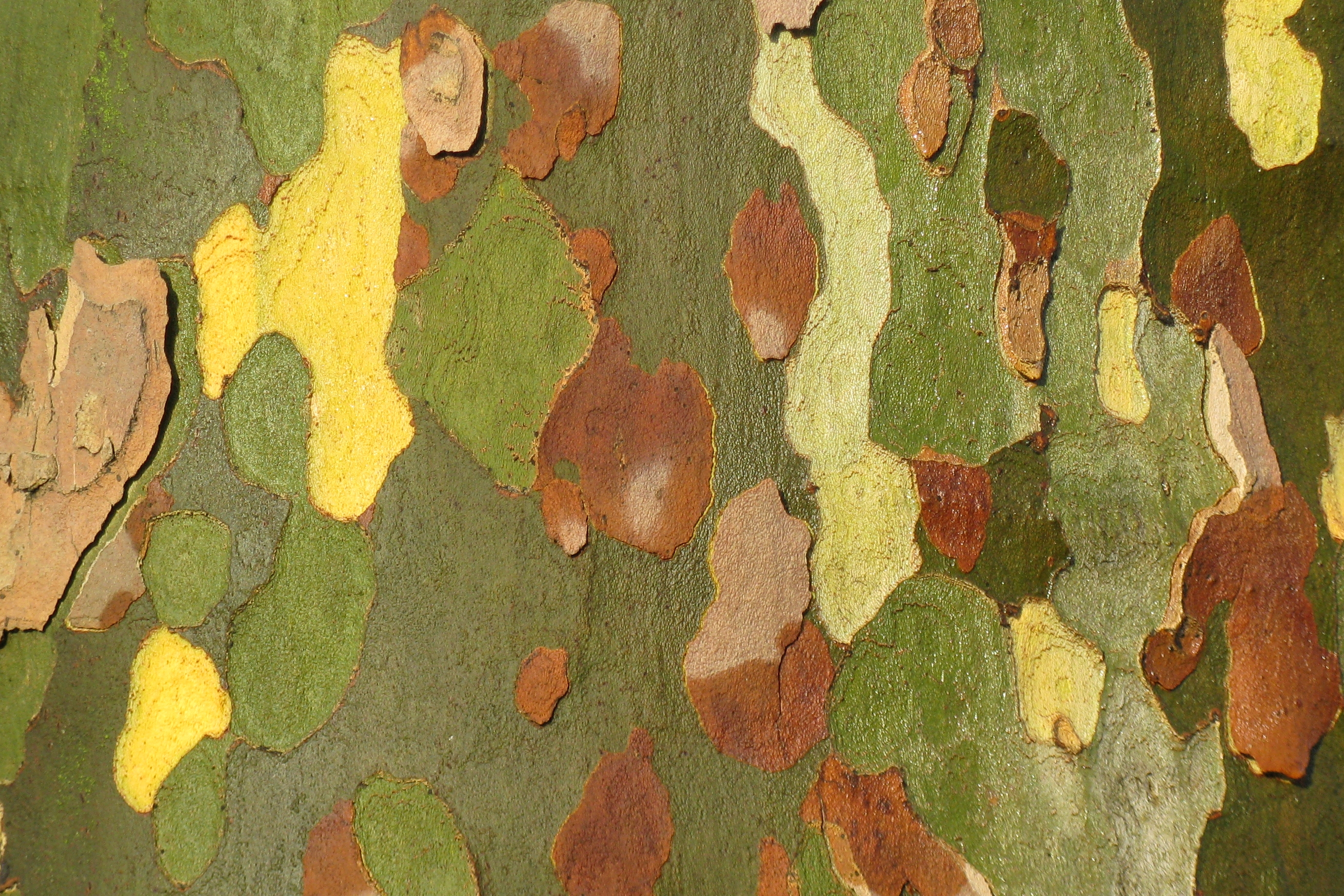
Kéreg
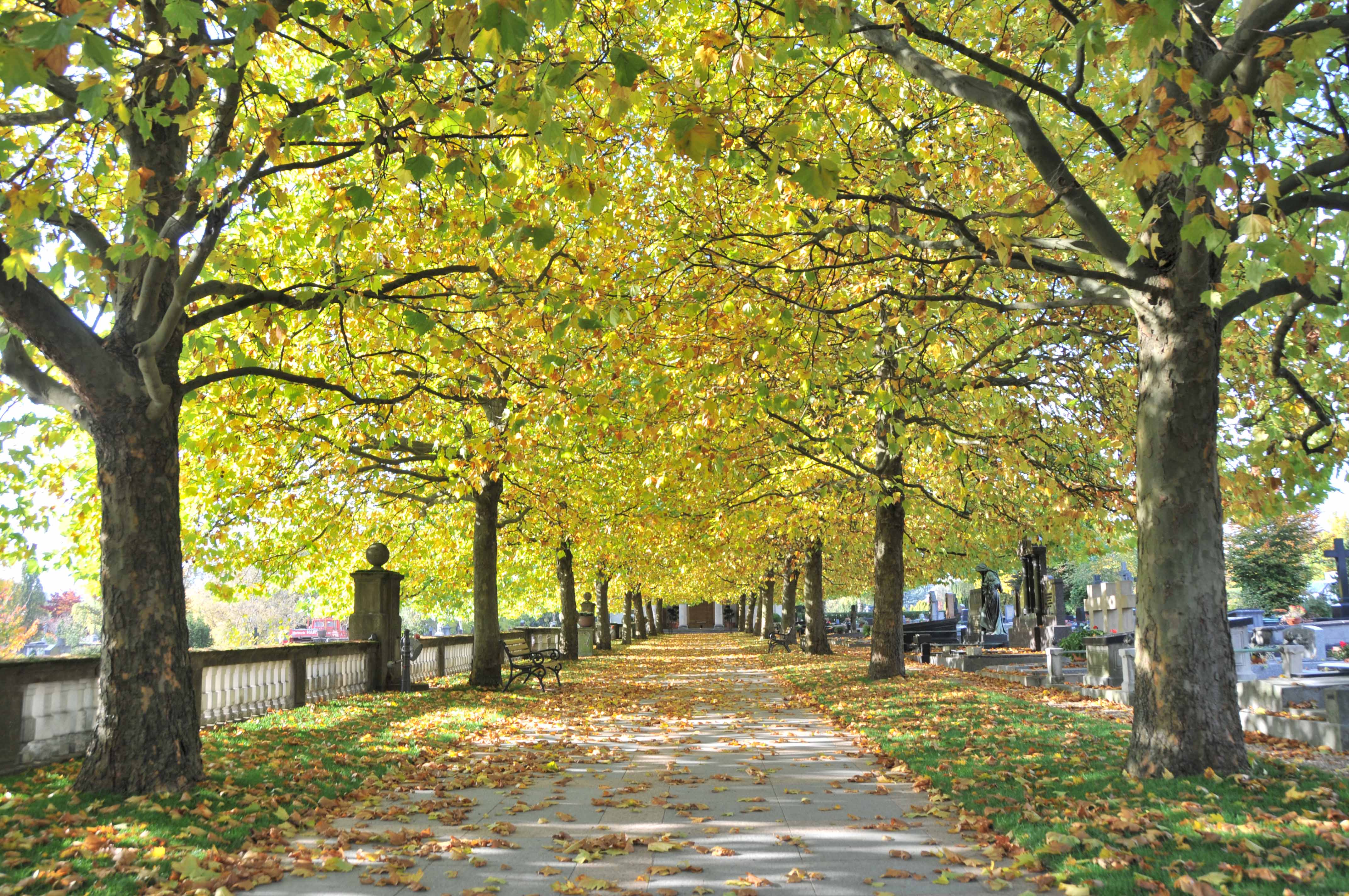
Platánfasor
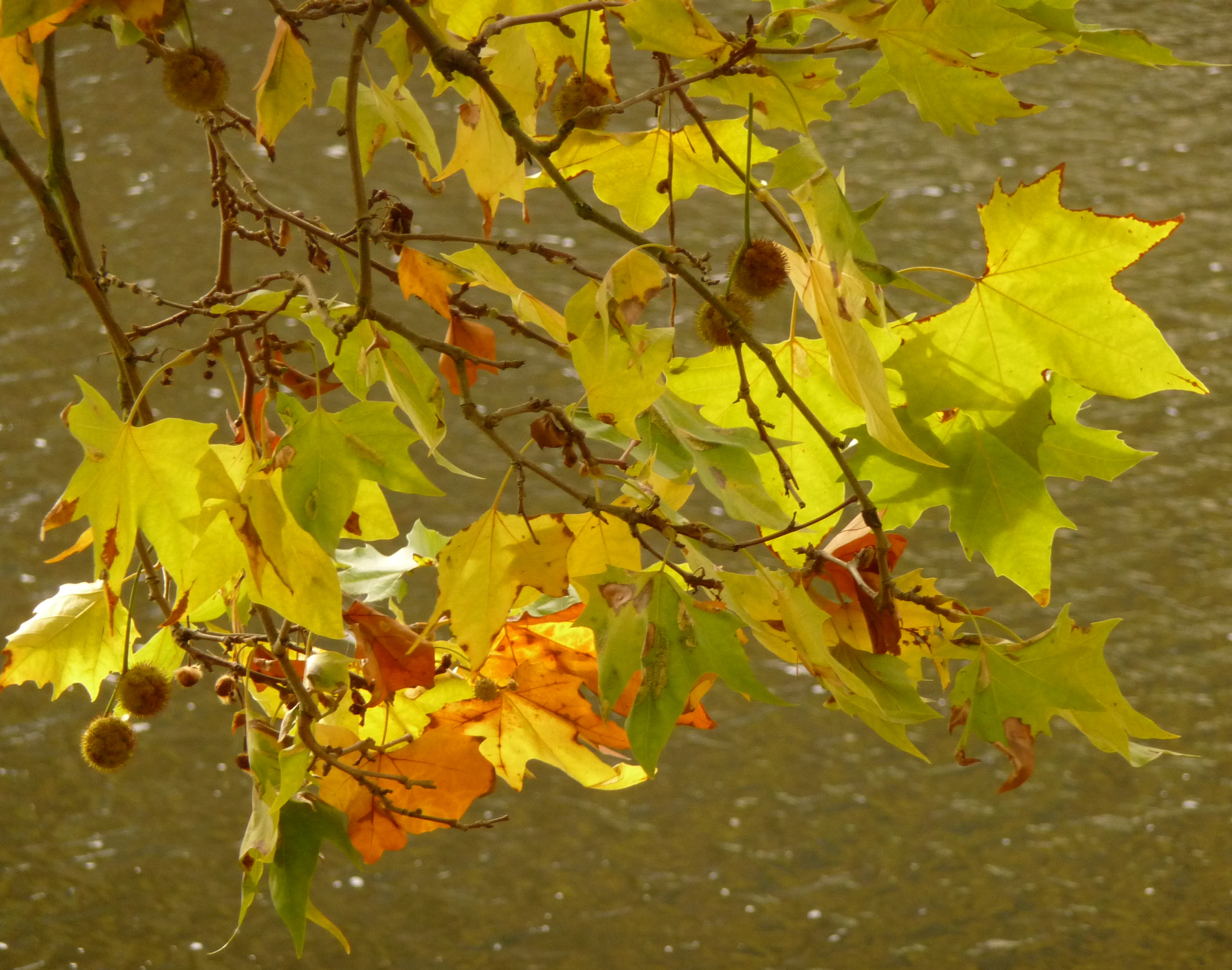
Őszi levelek
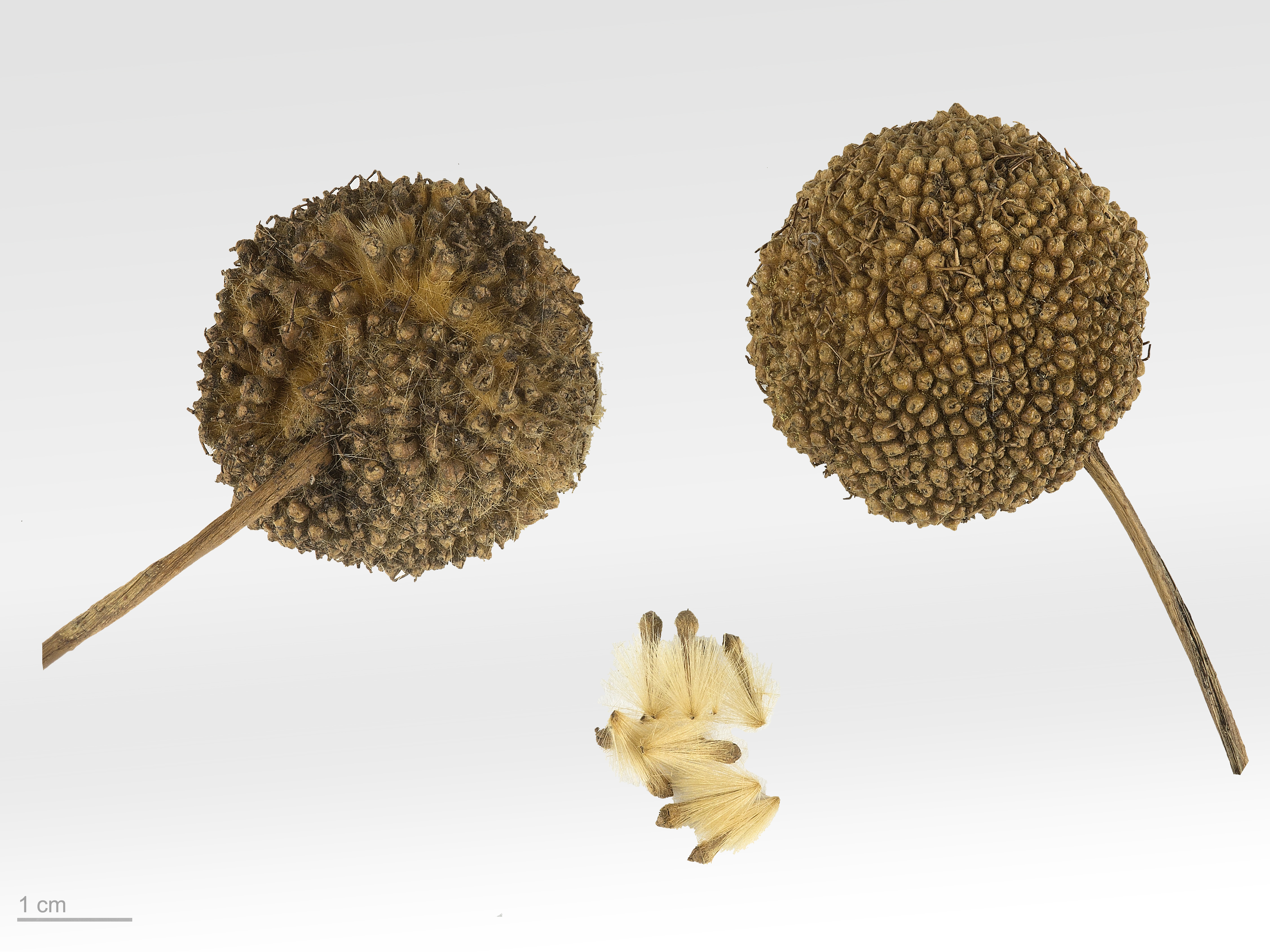
Termése és magvai a toulouse-i múzeumban

## Fordítás
- Ez a szócikk részben vagy egészben  a   Platanus x acerifolia című angol Wikipédia-szócikk ezen változatának fordításán alapul.  Az eredeti cikk szerkesztőit annak laptörténete sorolja fel. Ez a jelzés csupán a megfogalmazás eredetét és a szerzői jogokat jelzi, nem szolgál a cikkben szereplő információk forrásmegjelöléseként.